# Pietro Germi
Pietro Germi, né le 14 septembre 1914 à Gênes et mort le 5 décembre 1974 à Rome, est un réalisateur, scénariste, acteur et producteur italien.
Après s'être consacré principalement à des films dramatiques à forte teneur sociale et politique, il commence à s'intéresser à la comédie dans la seconde partie de sa carrière, réalisant des films qui, tout en conservant les thématiques sociales de ses œuvres précédentes, se distinguent par leur tonalité humoristique satirique et cynique. L'expression « comédie à l'italienne » elle-même a été inspirée par l'un de ses films, Divorce à l'italienne, qui fut l'un des films les plus importants de ce courant artistique et lui valut le prix de la meilleure comédie au Festival de Cannes 1962, le Ruban d'argent du meilleur scénario en 1962 et l'Oscar du meilleur scénario original en 1963.

## Biographie
Pietro Germi est né le 14 septembre 1914 dans la Via Ponte Calvi à Gênes, fils de Giovanni Germi, portier d'hôtel, et d'Armellina Castiglioni, femme au foyer. En 1924, la famille déménage à Via Santa Croce. En 1927, à la mort de son père, Pietro reste avec sa mère et ses trois sœurs Carolina, Gilda et Enrichetta, qui travaillent dans une boutique de tailleur réputée. Il fréquente l'école jusqu'à sa dernière année à l'Institut technique des transports et de la logistique de San Giorgio (it), mais n'a pas obtenu son diplôme parce qu'il ne s'est pas présenté le jour de ses examens, malgré ses excellentes notes.
Il s'installe ensuite à Rome pour suivre des cours au Centro sperimentale di cinematografia, mais reste très proche de ses sœurs. En 1941, il épouse Anna Bancio à Gênes et en 1947 naît sa fille Marialinda. En second mariage, il épouse Olga D'Ajello, qui lui donne les enfants Francesco, Francesca et Armellina.

### Les débuts

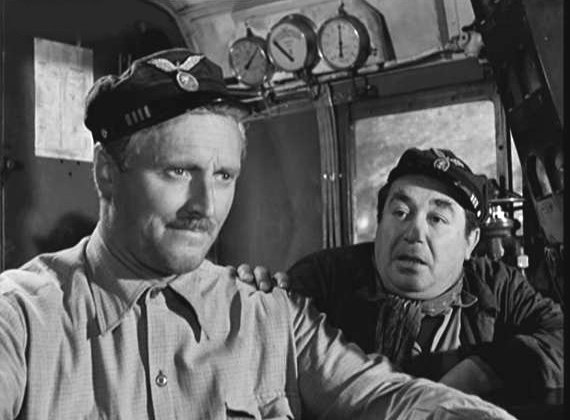
Pietro Germi et Saro Urzì dans Le Disque rouge (1956).

Il commence sa carrière d'acteur à l'âge de 25 ans dans Retroscena (1939), dans lequel il a également travaillé comme coscénariste. Il est également apparu en tant qu'acteur dans Gli ultimi filibustieri (1943) et dans Montecassino (it) (1946). Au Centro sperimentale di cinematografia, i suit les cours de mise en scène d'Alessandro Blasetti. En 1945, il fait ses débuts de réalisateur avec Le Témoin, dont il signe également le scénario, un thriller psychologique assez inhabituel dans les années du néoréalisme. Ses premiers films sont sensibles aux problèmes sociaux et économiques qui ébranlent l'Italie, de l'unification nationale à la période d'après-guerre.
Suivent le film policier d'inspiration américaine Jeunesse perdue (1948) et Au nom de la loi (1949), avec Massimo Girotti et produit par Luigi Rovere, lauréat de trois Rubans d'argent et succès en salles. C'est aussi l'un des premiers films italiens sur la mafia sicilienne, pour lequel Germi a reçu un ruban d'argent spécial, qui l'a consacré comme auteur. Avec le drame néo-réaliste Le Chemin de l'espérance (1950) qui évoque la condition des mineurs siciliens, Germi atteint pour la première fois une célébrité internationale. Le film a été présenté en compétition au Festival de Cannes 1951 et il a remporté l'Ours d'argent à la Berlinale 1951. Le film noir réaliste Traqué dans la ville (1951) reçoit le prix du meilleur film italien à la Mostra de Venise 1951.
Avec ses films ultérieurs, Germi n'a pas convaincu les critiques, mais a conservé une relation privilégiée avec le public. En 1952, il réalise Mademoiselle la Présidente, une adaptation pour le cinéma de la pièce de théâtre La Présidente de Maurice Hennequin et Pierre Veber, un film insolite dans sa filmographie, ainsi que le « western méridional » La Tanière des brigands, avec Amedeo Nazzari, d'après le roman homonyme de Riccardo Bacchelli. En 1953, avec Jalousie, il porte sur grand écran le roman Il marchese di Roccaverdina de Luigi Capuana, après la version réalisée dix ans plus tôt par Ferdinando Maria Poggioli. Il participe la même année au film à sketches Amours d'une moitié de siècle avec le segment Guerra 1915-1918.

### Le succès

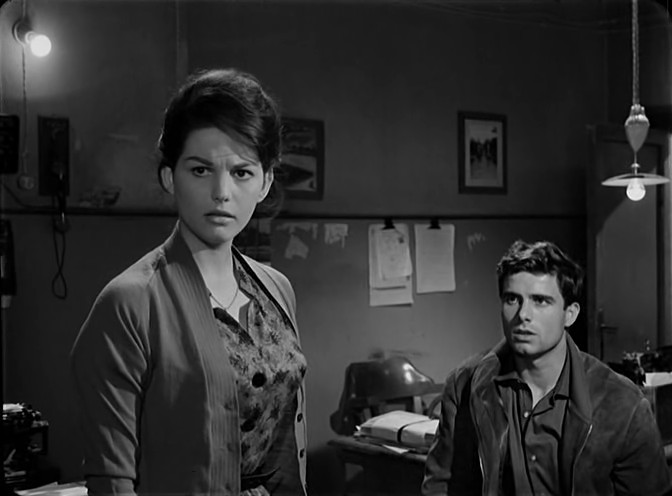
Claudia Cardinale et Nino Castelnuovo dans Meurtre à l'italienne (1959).

Il reste inactif pendant près de deux ans, mais avec Le Disque rouge (1956), il tourne l'une de ses œuvres les plus réussies et les plus intenses qui évoque la vie des cheminots et l'alcoolisme dans le monde ouvrier. Le Disque rouge a remporté un grand succès auprès du public et est considéré comme l'un des chefs-d'œuvre du réalisateur génois et l'une des dernières grandes expressions du néoréalisme cinématographique italien,.
Il est suivi par des films tels que L'Homme de paille (1958) et le chef-d'œuvre Meurtre à l'italienne (1959), adapté du roman L'Affreux Pastis de la rue des Merles de Carlo Emilio Gadda. Ce film dans lequel il joue le premier rôle accompagné de la toute jeune Claudia Cardinale constitue l'un des premiers exemples du film policier italien apprécié, entre autres, par Pier Paolo Pasolini.
En 1961, il stupéfie le public et les critiques en donnant à sa carrière un tournant imprévisible : il commence à tourner des comédie de mœurs mariant satire et humour noir. C'est Divorce à l'italienne (1961) avec Marcello Mastroianni et Stefania Sandrelli qui ouvre cette nouvelle saison faste de sa carrière. Ce film évoquant le crime d'honneur, écrit avec Ennio De Concini et Alfredo Giannetti, a obtenu une nomination à l'Oscar du meilleur réalisateur, une autre pour Mastroianni comme meilleur acteur, et a remporté l'Oscar du meilleur scénario original, ainsi que d'autres prix prestigieux. Le film de Germi est un des premiers exemples de la comédie à l'italienne telle qu'elle sera pratiquée notamment par Luigi Comencini et Dino Risi. Germi poursuit ensuite dans la même veine en signant une série de comédies qui forment une peinture corrosive de la société italienne des années 1960 et 1970 (Séduite et Abandonnée, Ces messieurs dames, etc.)

### Les derniers films
En 1968, Germi tourne Serafino, avec Adriano Celentano dans le rôle du berger abruzzais éponyme, qui remporte un succès retentissant auprès du public. En 1970, c'est au tour de Le castagne sono buone (Les marrons sont bons) avec Gianni Morandi, qui est considéré par beaucoup, peut-être à juste titre, comme le film le moins réussi du réalisateur. Après Alfredo, Alfredo (1972), une comédie mettant en vedette Dustin Hoffman et Stefania Sandrelli peu appréciée par la critique, il commence à travailler sur le projet du film Mes chers amis, qu'il doit confier à son ami Mario Monicelli car il est alors dans l'incapacité physique de travailler en raison d'une aggravation de la cirrhose du foie dont il souffre depuis quelque temps. Germi est mort à Rome le 5 décembre 1974, un peu moins de deux mois après son soixantième anniversaire ; sa dépouille repose à côté de celle de sa première femme Anna dans le petit cimetière de Castel di Guido, près de la capitale. Mes chers amis, sorti en salles en 1975, lui est dédié : le générique d'ouverture annonce « un film de Pietro Germi réalisé par Mario Monicelli ».

## Germi et le Mezzogiorno

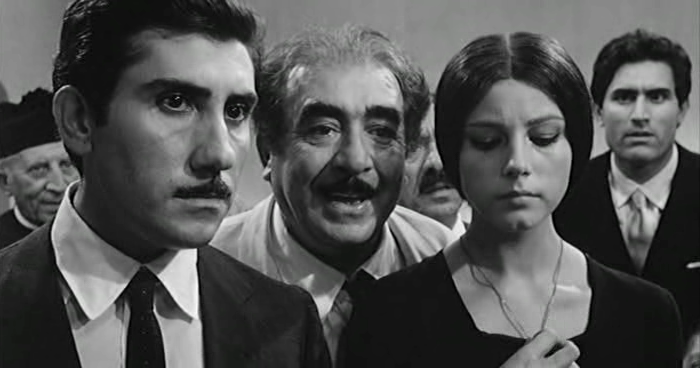
Aldo Puglisi, Saro Urzì, Stefania Sandrelli et Lando Buzzanca (au fond, Salvatore Fazio et Umberto Spadaro) dans Séduite et Abandonnée (1964).

Pietro Germi était un homme du Nord, mais son caractère lunatique et passionné le rendait proche des gens du Mezzogiorno dont il appréciait la façon de concevoir la vie, les préjugés et les erreurs, qu'il critiquait parfois sévèrement. Une relation d'amour-haine pour l'Italie méridionale que l'on retrouve dans nombre de ses films : dans le personnage du mafioso respectable dans sa constance et son adhésion à une loi propre qui s'oppose à la loi d'un État lointain et indifférent, comme dans le film Au nom de la loi (1949) ainsi que dans le sens de l'honneur sicilien incompris de Divorce à l'italienne et Séduite et Abandonnée, ces derniers films des années 1960 où la critique corrosive envers une société qu'il voit incapable d'abandonner ses convictions séculaires prévaut désormais chez Germi, qui perd la foi en un renouveau culturel méridional.
Avec Séduite et Abandonnée (1964), Germi retourne pour la dernière fois tourner en Sicile, une région pour laquelle le réalisateur génois a montré une empathie particulière.
Mais même le Nord n'est pas épargné par les critiques corrosives de Germi. 1966 est l'année de Ces messieurs dames avec Virna Lisi et Gastone Moschin, une satire de l'hypocrisie bourgeoise d'une petite ville de la Vénétie, tournée à Trévise. Le film a remporté la Palme d'or au Festival de Cannes 1966, ex æquo avec Un homme et une femme de Claude Lelouch. Il dirige le couple Ugo Tognazzi et Stefania Sandrelli dans Beaucoup trop pour un seul homme (1967), un film inspiré par les vicissitudes personnelles de Vittorio De Sica.

## La critique émanant du parti communiste italien
Germi, sympathisant du Parti social-démocrate italien, n'a jamais eu de bonnes relations avec les critiques de cinéma liés au Parti communiste italien (PCI), qui le jugeaient négativement plus pour ses positions politiques que pour le contenu de ses films. En particulier, Germi, avec ses films, avait fortement remis en cause l'idée que les communistes italiens se faisait de la figure de l'ouvrier. Pour cette raison, au moins jusqu'à la fin des années 1980, il a été pratiquement mis à l'écart par l'intelligentsia du parti communiste italien, qui ne pouvait pas accepter un fait dont Germi avait eu l'intuition : la transformation sociale de la classe ouvrière en Italie.

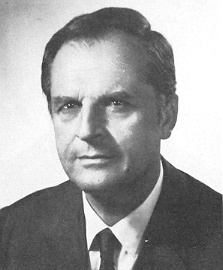
Le critique Antonello Trombadori, directeur de Il Contemporaneo, auteur de la lettre au PCI faisant l'éloge du Disque rouge.

La critique du Disque rouge par Guido Aristarco (it), directeur de Cinema Nuovo, brocarde le réalisateur pour avoir donné au protagoniste du film, le cheminot Marcocci (joué par Germi lui-même), un positionnement politique qui « appartient à un populisme historiquement dépassé », avec des idées remontant à « l'époque du mouvement socialiste naissant [...] avec les adeptes de Filippo Turati dans l'entre-deux-guerres... ». En bref, le « vrai » travailleur ne peut être un briseur de grève comme le cheminot de Germi. Le film a pourtant rencontré un grand succès auprès du public populaire en Italie et en Union soviétique même, à Moscou et à Leningrad, lors de la Semaine du cinéma italien.
La même critique, sinon plus sévère, est ensuite revenue à l'occasion de la première de L'Homme de paille. Umberto Barbaro écrit : « Chers amis, pour moi, ces ouvriers de Germi qui se comportent sans intelligence et sans volonté, sans conscience de classe et sans solidarité humaine m'apparaissent comme des caricatures calomnieuses et me tapent sur les nerfs. Leur sociabilité s'épuise dans les parties de chasse du dimanche ou aux tables des tavernes. Ils n'ont ni brio ni élan, ils sont toujours boudeurs et désapprobateurs, même en matière d'amour. Ils jouent les briseurs de grève et trompent à l'occasion quelque bonne fille, la poussant au suicide, et pleurent ensuite des larmes de crocodile, avec leurs épouses et à l'intérieur des églises et des sacristies. Si ces travailleurs de celluloïde étaient en chair et en os, ils voteraient pour les sociaux-démocrates et approuveraient leurs alliances, même avec l'extrême droite ».
D'autres intellectuels de gauche, sans partager ces jugements idéologiques sur l'œuvre cinématographique de Germi, en critiquent la qualité artistique même. C'est le cas de Glauco Viazzi (it) qui affirme que L'Homme de paille ne mérite rien de plus qu'« un éloge prudent et modéré » même s'il reconnaît que « ces travailleurs existent en réalité et en grand nombre, et pas seulement parmi ceux qui votent alors démocrate-chrétien ou social-démocrate, mais aussi parmi ceux qui votent pour les partis de classe ».
D'autres encore, comme Antonello Trombadori, directeur de Il Contemporaneo, avec son directeur adjoint Carlo Salinari et l'historien organique du PCI Paolo Spriano (it), écrivirent en 1956 une lettre, destinée à rester privée (elle ne fut en fait rendue publique qu'en 1990), au secrétaire général du PCI de l'époque, Palmiro Togliatti, dans laquelle ils lui demandaient de rencontrer Germi afin de ne pas s'aliéner un homme et les « mille comme lui » si importants pour le mouvement antifasciste : « Nous venons ces jours-ci de voir un très beau et émouvant film italien, certainement populaire, Le Disque rouge, de Pietro Germi. C'est l'œuvre d'un social-démocrate militant, et pourtant c'est un film imprégné en profondeur d'un esprit socialiste sincère ».

## Filmographie

### Acteur
- 1939 : Le Petit Boulanger de Venise (Il fornaretto di Venezia) de Duilio Coletti
- 1946 : Monte Cassino (it) (Montecassino) d'Arturo Gemmiti (it)
- 1956 : Le Disque rouge (Il ferroviere) : Andrea Marcocci
- 1958 : L'Homme de paille (L'uomo di paglia) : Andrea
- 1959 : Meurtre à l'italienne (Un maledetto imbroglio)
- 1960 : Jeux précoces (Il rossetto) : commissaire Fioresi
- 1961 : Il sicario de Damiano Damiani
- 1961 : Le Mauvais Chemin (La viaccia) de Mauro Bolognini : Stefano

### Scénariste
- 1939 : Retroscena d'Alessandro Blasetti
- 1943 : Gli ultimi filibustieri de Marco Elter
- 1949 : Au nom de la loi (In nome della legge)
- 1950 : Le Chemin de l'espérance (Il cammino della speranza)
- 1950 : Contre la loi (Contro la legge) de Flavio Calzavara
- 1951 : La Tanière des brigands (Il brigante di Tacca del Lupo)
- 1951 : Traqué dans la ville (La città si difende)
- 1956 : Le Disque rouge (Il ferroviere)
- 1959 : Meurtre à l'italienne (Un maledetto imbroglio) de Pietro Germi
- 1961 : Divorce à l'italienne (Divorzio all'italiana)
- 1966 : Ces messieurs dames (Signore e signori)
- 1972 : Alfredo, Alfredo
- 1975 : Mes chers amis (Amici miei)

### Réalisateur
- 1946 : Le Témoin (Il testimone)
- 1948 : Jeunesse perdue (Gioventù perduta)
- 1949 : Au nom de la loi (In nome della legge)
- 1950 : Le Chemin de l'espérance (Il cammino della speranza)
- 1951 : Traqué dans la ville (La città si difende)
- 1952 : La Tanière des brigands (Il brigante di Tacca del Lupo)
- 1952 : Mademoiselle la Présidente (La presidentessa)
- 1953 : Jalousie (Gelosia)
- 1954 : Amours d'une moitié de siècle (Amori di mezzo secolo), segment Guerra 1915-18
- 1956 : Le Disque rouge (Il ferroviere)
- 1958 : L'Homme de paille (L'uomo di paglia)
- 1959 : Meurtre à l'italienne (Un maledetto imbroglio)
- 1961 : Divorce à l'italienne (Divorzio all'italiana)
- 1964 : Séduite et Abandonnée (Sedotta e abbandonata)
- 1966 : Ces messieurs dames (Signore e signori)
- 1967 : Beaucoup trop pour un seul homme (L'immorale)
- 1968 : Serafino ou l'Amour aux champs (Serafino)
- 1970 : Le castagne sono buone
- 1972 : Alfredo, Alfredo

### Producteur
- 1966 : Ces messieurs dames (Signore e signori)

## Distinctions

### Oscars
- 1963 : Oscar du meilleur scénario original pour Divorce à l'italienne
- 1963 : nomination à l'Oscar du meilleur réalisateur pour Divorce à l'italienne

### Festival de Cannes
- 1962 : Prix de la meilleure comédie pour Divorce à l'italienne
- 1966 : Palme d'or pour Ces messieurs dames (ex-æquo avec Un homme et une femme de Claude Lelouch)

### Berlinale
- 1951 : Ours d'argent (catégorie « drame ») pour Le Chemin de l'espérance

### Mostra de Venise
- 1951 : Prix du meilleur film italien pour Traqué dans la ville

### Festival international du film de Saint-Sébastien
- 1956 : Prix du meilleur film et du meilleur réalisateur pour Le Disque rouge

### Festival international du film de Moscou
- 1969 : Prix d'or pour Serafino

### David di Donatello
- 1964 : David di Donatello du meilleur réalisateur pour Séduite et Abandonnée
- 1966 : David di Donatello du meilleur réalisateur et de la meilleure production pour Ces messieurs dames

### Rubans d'argent
- 1946 : Ruban d'argent du meilleur sujet pour Le Témoin
- 1949 : Ruban d'argent spécial en l'honneur de ses qualités artistiques pour Au nom de la loi
- 1957 : Ruban d'argent du meilleur réalisateur pour Le Disque rouge
- 1959 : Ruban d'argent du meilleur réalisateur pour L'Homme de paille
- 1960 : Ruban d'argent du meilleur scénario pour Meurtre à l'italienne
- 1962 : Ruban d'argent du meilleur scénario et du meilleur sujet pour Divorce à l'italienne
- 1965 : Ruban d'argent du meilleur scénario pour Séduite et Abandonnée
- 1967 : Ruban d'argent du meilleur scénario pour Ces messieurs dames
- 1976 : Ruban d'argent du meilleur scénario et du meilleur sujet pour Mes chers amis (à titre posthume)
- 1976 : Ruban d'argent d'honneur (à titre posthume)